# Aeropuerto de Namsos-Høknesøra
El Aeropuerto de Namsos-Hoknesøra (en noruego: Namsos lufthavn, Hoknesøra) (IATA: OSY, OACI: ENNM) es un aeropuerto regional situado a lo largo del Río Namsen, a las afueras de la ciudad de Namsos, en la provincia de Nord-Trøndelag, Noruega. En 2014 pasaron por él 29 091 pasajeros y está operado por la empresa estatal Avinor.

## Aerolíneas y destinos
| Aerolíneas | Destinos                                    |
| ---------- | ------------------------------------------- |
| Widerøe    | Mo i Rana, Mosjøen, Oslo, Rørvik, Trondheim |